# 微笑みの爆弾
「微笑みの爆弾」（ほほえみのばくだん）は、馬渡松子の2枚目のシングル。1992年11月6日にメディア・レモラスから発売された。

## 概要
表題曲は、フジテレビ系テレビアニメ『幽☆遊☆白書』のオープニングテーマ、劇場アニメ『幽☆遊☆白書』に起用された。なおカップリングの「ホームワークが終わらない」は、1枚目のアルバム『逢いたし学なりがたし』からのリカットで、同アニメのエンディングに起用された。また、ゲームアプリ『幽☆遊☆白書100%本気バトル』のタイトル画面に表題曲のアレンジBGMが使用されている。1周年記念時には、表題曲がそのままホーム画面、強化画面BGMとして使用された。

## 収録曲
（全作詞：リーシャウロン、作曲・編曲：馬渡松子）
1. 微笑みの爆弾
2. ホームワークが終わらない

## 収録アルバム
| 曲名                     | アルバム                         | 発売日         | 備考                  |
| ------------------------ | -------------------------------- | -------------- | --------------------- |
| 微笑みの爆弾             | 『nice unbalance』               | 1993年4月21日  | 2ndオリジナルアルバム |
| 微笑みの爆弾             | 『re:Birth!』                    | 2008年6月25日  | ベストアルバム        |
| 微笑みの爆弾             | 『The Best of Mawatari Matsuko』 | 2013年11月20日 | ベストアルバム        |
| ホームワークが終わらない | 『re:Birth!』                    | 2008年6月25日  | ベストアルバム        |
| ホームワークが終わらない | 『The Best of Mawatari Matsuko』 | 2013年11月20日 | ベストアルバム        |

## カバー
微笑みの爆弾
- 緒方恵美 - 1998年発売のアルバム「幽☆遊☆白書 ~collective rare trax~」に収録。
- 伊瀬茉莉也 - 2007年発売のアルバム「百歌声爛 女性声優編」に収録。
- 榎本温子 - 2007年発売のアルバム「百歌声爛 女性声優編」に収録。
- 菅沼久義 - 2008年発売のアルバム「百歌声爛 男性声優編II」に収録。
- 井上麻里奈 - 2008年発売のアルバム「百歌声爛 女性声優編II」に収録。
- 中川翔子 - 2010年発売のアルバム「しょこたん☆かばー3 〜アニソンは人類をつなぐ〜」に収録。
- 桐井大介 - 2010年発売のアルバム「新・百歌声爛 男性声優編」に収録。
- 真城最高（声：阿部敦） - 2011年発売のテレビアニメ「バクマン。」のDVD & Blu-rayの第1巻初回限定版特典CDに収録。2013年に発売されたアルバム「バクマン。 キャラクターソングコレクションアルバム ウタマン。」に再収録された。
- D-51が2015年11月18日発売のミニ・カバー・アルバム「Animeno」にてカバー
- 椿鬼奴 - 2016年のモンスターストライクの幽☆遊☆白書コラボCMにて披露。
- 森口博子 - 2024年8月7日発売のカバーアルバム『ANISON COVERS 2』に収録[1]。

ホームワークが終わらない
- 緒方恵美 - 1998年発売のアルバム「幽☆遊☆白書 ~collective rare trax~」に収録。
- 中村繪里子 - 2009年発売のアルバム「百歌声爛 女性声優編III」に収録。